# Ēriks Pētersons
Ēriks Pētersons (ur. 7 października 1909 w Rydze, zm. 29 czerwca 1989 w Stanach Zjednoczonych) – łotewski piłkarz i hokeista, reprezentant Łotwy w obu tych dyscyplinach.

## Piłka nożna
Całą karierę spędził w klubie Rīgas FK. W latach 1929–1939 rozegrał w reprezentacji 63 mecze i zdobył 24 bramki. Jest najlepszym strzelcem w historii reprezentacji Łotwy (stan na marzec 2009).

## Hokej na lodzie
Pētersons występował również w reprezentacji Łotwy w hokeju na lodzie – zaliczył w niej 8 występów i zdobył 2 gole.